# Raoul Martin
Raoul Martin – francuski kierowca i konstruktor wyścigowy.

## Kariera
Uczestniczył w wielu wyścigach samochodowych m.in. w specyfikacji Formuły 1 i Formuły 1 w latach 40. i 50., wystawiając często samochód własnej konstrukcji, oparty na Simce. Samochodem tym – pod nazwą RM Speciale – uczestniczył między innymi w 1947 roku w zawodach Coupe Robert Benoist, Coupe des Petites Cylindrées i Coupe de Lyon; w tym pierwszym wyścigu zajął szóste miejsce.
W sezonie 1948, nadal ścigając się własnym samochodem, nie zakwalifikował się do Grand Prix Roussillon. Podobnie rzecz miała się w wyścigu Circuit du Lac w 1949 roku.
W roku 1950 wygrał na Simce 8 zawody Coupe René Larroque, natomiast w Grand Prix Marsylii tym samym samochodem zajął ósme miejsce. W czerwcu wraz z Georgesem Blondelem wystartował Simką-Gordini T15S w fabrycznym zespole Gordini w wyścigu 24h Le Mans. Załoga nie ukończyła jednak zawodów.
W 1951 roku wystartował Simką Monopole w Coupe René Larroque, ale nie ukończył rywalizacji. W latach 1953–1954 ścigał się w samochodowym Tour de France. W 1953 roku uczestniczył w tych zawodach Gordini T15S w fabrycznym zespole tej firmy wraz z Julio Quinlinem (nie ukończył), natomiast rok później wystartował Simką 8 wraz z Thomasem. W latach 1955 i 1957 ścigał się w zawodach w Forez: w 1955 w czterogodzinnej edycji, a dwa lata później w wyścigu trwającym 1,5 godziny. W 1955 roku nie ukończył zawodów, natomiast w 1957 nie został sklasyfikowany. W 1958 roku zajął Alfą Romeo Giulietta 15 miejsce w Trophée d'Auvergne.